# هایلی گوبی
هایلی گوبی (به لاتین: Hayli Gubbi) یک کوه در اتیوپی است که در منطقه عفار واقع شده‌است. هایلی گوبی ۴۹۳ متر بالاتر از سطح دریا واقع شده‌است.